# Chapelle Saint-Geoffroy d'Angers
La chapelle Saint-Geoffroy était une chapelle de la ville d'Angers.

## Histoire

### Fondation
On estime que cette chapelle a été fondée à peu près à la même période que sa première mention écrite, soit aux environs du XIIe siècle.

### Disparition
Cette chapelle a été démolie vers 1847 pour aménager l'actuelle place du Tertre.

### Évolution du vocable
Au XIIe siècle, elle est connue sous le nom de Tuba in Tertro S. Laurentii.

### Évolution du statut durant la période d'activité
- On suppose que l'édifice est resté une chapelle de desserte paroissiale tout au long du temps. Elle n'a jamais été une église aux fonctions paroissiales complètes. Cet édifice reste particulièrement mal connu.